# Карл Еммерманн
Карл Еммерманн (нім. Carl Emmermann; 6 березня 1915, Гамбург — 25 березня 1990, Целле) — німецький офіцер-підводник, корветтен-капітан крігсмаріне. Кавалер Лицарського хреста Залізного хреста з дубовим листям.

## Біографія
1 липня 1934 року вступив на службу у ВМФ. Служив інструктором у військово-морській школі в Мюрвіку. У 1939 вересня переведений в підводний флот і в листопаді 1940 року призначений 1-м вахтовим офіцером на побудований в Туреччині підводний човен U-А, якою командував Ганс Екерманн. Під час свого першого походу U-А пошкодив британський корабель «Імперія Аттендант» (водотоннажністю 7 524 брт). З 5 листопада 1941 року командував підводним човном U-172. На ньому він зробив 5 бойових походів в Карибське море, Південну і Північну Атлантику (провівши в морі загалом 373 дні). Найбільшим досягненням Еммерманна стало потоплення британського транспортного корабля «Оркадес» водотоннажністю 23 456 брт. Після повернення з 5-го походу 1 листопада 1943 року призначений командиром 6-ї флотилії підводних човнів, що базувалася в Сен-Назері. У серпні 1944 року очолив дослідницьку групу з підводних човнів типу XXIII, в кінці 1944 року йому доручено розробку інструкцій із застосування нових підводних човнів типу XXII з електричними двигунами. 3 березня 1945 року призначений командиром підводного човна U-3037, залишався на цій посаді до 22 квітня, але в бойових походах участі вже не брав. Всього за час військових дій потопив 26 кораблів загальною водотоннажністю 152 080 брт. З квітня 1945 року командував 31-ю флотилією підводних човнів в Гамбурзі. У самому кінці війни з його підлеглих була сформована піхотна частина, що отримала назву морського батальйону Еммерманна, з якою він брав участь в боях з союзниками під Гамбургом.

## Звання
- Кандидат в офіцери (8 квітня 1934)
- Кадет (26 вересня 1934)
- Фенріх-цур-зее (1 липня 1935)
- Обер-фенріх-цур-зее (1 січня 1937)
- Лейтенант-цур-зее (1 квітня 1937)
- Обер-лейтенант-цур-зее (1 квітня 1939)
- Капітан-лейтенант (1 жовтня 1941)
- Корветтен-капітан (1 грудня 1944)

## Нагороди
- Медаль «За вислугу років у Вермахті» 4-го класу (4 роки; 5 квітня 1938)
- Залізний хрест
  - 2-го класу (19 березня 1941)
  - 1-го класу (2 серпня 1941)
- Нагрудний знак підводника з діамантами
  - знак (2 серпня 1941)
  - діаманти (1 жовтня 1943)
- Лицарський хрест Залізного хреста з дубовим листям
  - лицарський хрест (27 листопада 1942)
  - дубове листя (№ 256; 4 липня 1943)
- Хрест Воєнних заслуг 2-го класу з мечами (1 вересня 1944)
- Фронтова планка підводника в бронзі (1 жовтня 1944)